# Etropus longimanus
Etropus longimanus är en fiskart som beskrevs av Norman, 1933. Etropus longimanus ingår i släktet Etropus och familjen Paralichthyidae. Inga underarter finns listade i Catalogue of Life.